# Municipio de Mendon (Illinois)
El municipio de Mendon (en inglés: Mendon Township) es un municipio ubicado en el condado de Adams en el estado estadounidense de Illinois. En el año 2010 tenía una población de 1520 habitantes y una densidad poblacional de 15,96 personas por km².

## Geografía
El municipio de Mendon se encuentra ubicado en las coordenadas 40°6′6″N 91°17′27″O / 40.10167, -91.29083. Según la Oficina del Censo de los Estados Unidos, el municipio tiene una superficie total de 95.22 km², de la cual 94,93 km² corresponden a tierra firme y (0,3 %) 0,29 km² es agua.

## Demografía
Según el censo de 2010, había 1520 personas residiendo en el municipio de Mendon. La densidad de población era de 15,96 hab./km². De los 1520 habitantes, el municipio de Mendon estaba compuesto por el 99,08 % blancos, el 0,07 % eran afroamericanos, el 0,13 % eran asiáticos, el 0,13 % eran de otras razas y el 0,59 % eran de una mezcla de razas. Del total de la población el 0,33 % eran hispanos o latinos de cualquier raza.